# Маролт, Светозар
Светозар Маролт (словен. Svetozar Marolt), известный под псевдонимом Шпик (словен. Špik; 16 октября 1919, Любляна — 7 мая 1944, Зенер-ан-дер-Зау) — югославский словенский композитор и партизан Народно-освободительной войны Югославии. Автор множества песен (в том числе и партизанских).

## Биография
Маролт учился в музыкальной школе Любляны и Люблянской консерватории, играл на фортепиано. Преподаватели — Антон Равник и Антон Трост. Также занимался составлением своих композиций: от духовной музыки («O bodi čaščena, Marija, mati božja») до лирических произведений («Zvezde žarijo», Pesem ljubezni). Во время Народно-освободительной войны Светозар служил в культурном отделе 14-й словенской дивизии и стал автором музыки к её походному маршу — «Плывёт песня». Автором стихов к множеству произведений Маролта стали такие поэты, как Карел Дестовник («Bosa pojdiva», «Zaplovi pesem», «Sanjala si») и Матей Бор («Pesem talcev»). Песни были опубликованы посмертно в 1947 году в сборнике «Четыре песни для вокала и фортепиано» (словен. Štiri pesmi za glas in klavir).